# Spergula depauperata
Spergula depauperata là loài thực vật có hoa thuộc họ Cẩm chướng. Loài này được Pedersen miêu tả khoa học đầu tiên.